# Capilloventer antarcticus
Capilloventer antarcticus is een ringworm uit de familie van de Capilloventridae. De wetenschappelijke naam van de soort is voor het eerst geldig gepubliceerd in 1993 door Erséus.